# Arbetsmarknad
Arbetsmarknad är den marknad där arbetsgivare (köpare av arbetskraft) och arbetstagare (säljare av arbetskraft) möts, och där arbetstagaren erbjuder arbetskraft i utbyte mot lön inom ramen för en anställning.
Man kan mäta arbetsmarknadens effektivitet genom att bedöma huruvida arbetsgivare och arbetstagare kan komma överens och sluta anställningsavtal eller uppdragsavtal. 

## Arbetsmarknaden i Sverige
Förhållandet mellan arbetsgivare och arbetstagare, vilka utgör arbetsmarknadens parter, regleras i en omfattande arbetsmarknadslagstiftning och i de flesta fall även kollektivavtal som är en frivillig del för arbetsgivaren att ansluta sig till. Fackföreningar vill dock alltid sluta kollektivavtal för att förhandla med arbetsgivaren. Kollektivavtal är förenade med kostnader för arbetsgivaren att ansluta sig till eftersom de innehåller trygghetsförsäkringar och pensionsåtaganden som man måste betala utöver lagstadgade arbetsgivaravgifter, vilka betalas till Skatteverket. År 2017 omfattades cirka 90 procent av alla löntagare i Sverige av kollektivavtal. Inom privat sektor var andelen 83-84 procent.
I motsats till den gängse tron svarar de svenska fackföreningarna snabbt på kriser i arbetsmarknaden och har ett flexibelt förhållningssätt till lönesättning under dessa perioder. Det finns dock frågor på den svenska arbetsmarknaden som skulle kunna påverka ekonomin negativt. Bland annat karakteriseras Sverige av fler visstidsanställda än många andra länder, något som skulle kunna minska arbetsgivarnas villighet att investera i arbetstagarna. Gruppen visstidsanställda har också en låg skyddsnivå. Samtidigt har fastanställda starka skydd rörande till exempel uppsägningstid och semester. Något som riskerar att skapa en tudelad arbetsmarknad.

### Arbetsmarknadsstatistik
Statistiska centralbyrån framställer statistik som beskriver den svenska arbetsmarknaden. Arbetskraftsundersökningarna (AKU) är en undersökning som beskriver utvecklingen på arbetsmarknaden för Sveriges befolkning i åldern 15-74 år. Det är den enda källan med kontinuerliga uppgifter om den totala arbetslösheten och står för det officiella arbetslöshetstalet. Arbetskraftsundersökningen tar fram månatlig, kvartalsvis och årlig statistik med tonvikt på såväl antal som andel sysselsatta respektive arbetslösa.

## Arbetsmarknadens efterfrågan i Sverige
Arbetsmarknaden i Sverige enligt Arbetsförmedlingens rapport "Här finns jobben" från 2019:

### Yrken där det behövs mest folk de närmaste fem åren (Högskoleutbildning)
- Barnmorskor
- Civilingenjörer, ingenjörer och tekniker
- Förskollärare
- Läkare och tandläkare
- Läraryrken
- Mjukvaru- och systemutvecklare
- Psykologer
- Sjuksköterskor
- Socialsekreterare
- Systemutvecklare och it-arkitekter

### Yrken där det behövs mest folk de närmaste fem åren (övriga utbildningsnivåer)
- Anläggningsarbetare och anläggningsmaskinförare
- Betongarbetare, murare och målare
- Buss- spårvagns- och lastbilsförare
- Elektrikeryrken
- Kockar
- Motorfordonsmekaniker och fordonsreparatörer
- Slaktare och styckare
- Träarbetare och snickare
- Undersköterskor
- VVS-montörer